# خی قنطورس

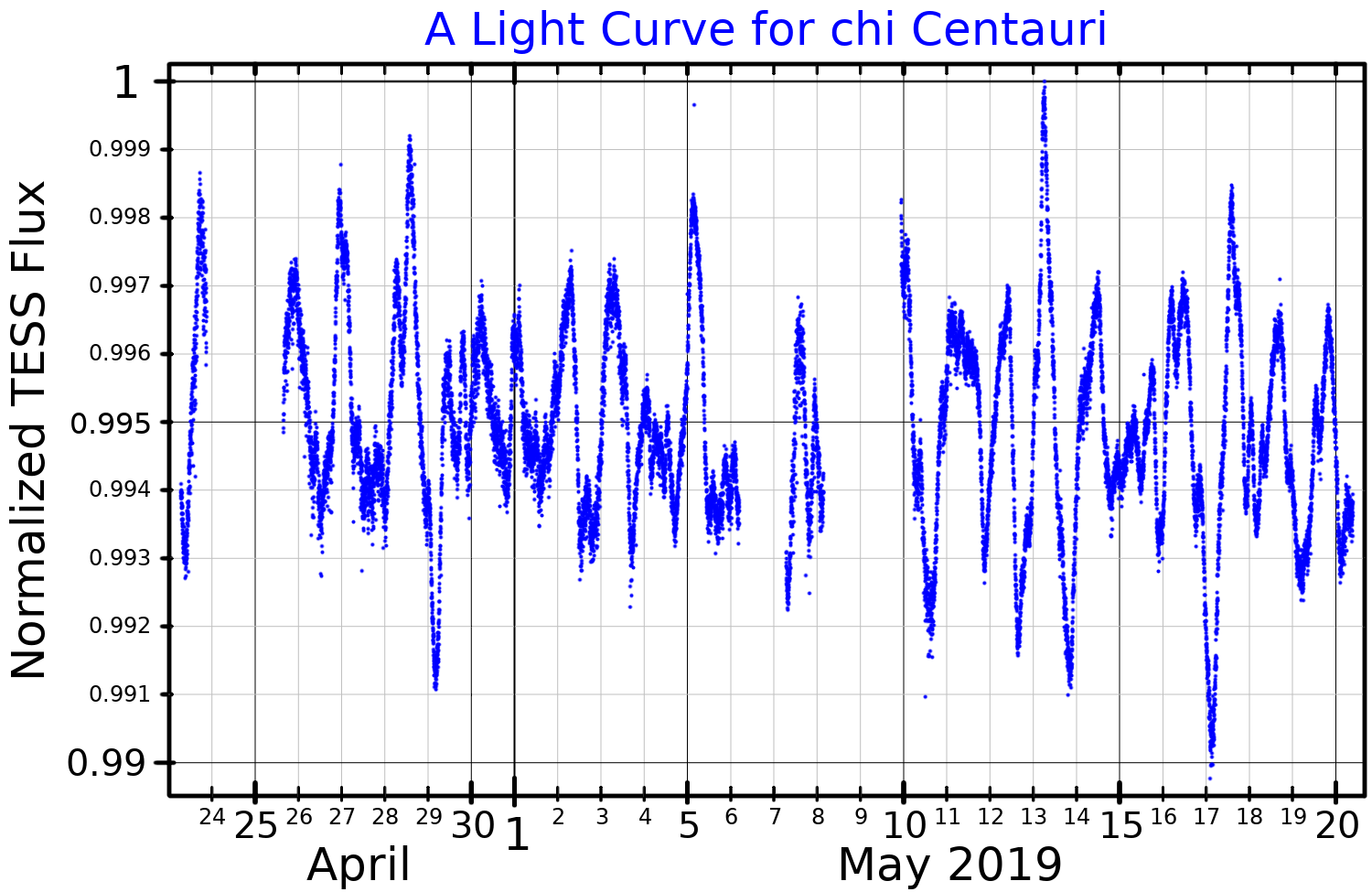
منحنی نور برای خی قنطورس که از داده های TESS ترسیم شده است.

خی قنطورس یک ستاره است که در صورت فلکی قنطورس قرار دارد.